# I cavalieri della laguna
I cavalieri della laguna è un film documentario del 2014 diretto da Walter Bencini.

## Produzione
Girato nella laguna di Orbetello, il film racconta la vita e il sistema di pesca tradizionale dei pescatori locali. La storia è narrata in modo poetico con temi cari a slow food che ha collaborato alla sua realizzazione.
Orbetello è noto per la sua bottarga e nel film si illustra anche la ricetta dei carciofi con bottarga.

## Distribuzione
Nel 2014 è stato presentato nella sezione culinary cinema della 64ª edizione del Festival di Berlino, al Food Film Festival di Amsterdam, al Bled Film Festival, all'Ecologico Film Festival, al Life Sciences Film Festival; nel 2015 al Festival Internazionale Cinema di Frontiera, all'Ariano International Film Festival, all'Awareness Film Festival, all'Indian Cine Film Festival di Mumbai, ai Gold Panda Awards, al GZDOC, al Golden Kapok Award, al Singapore Word International Film Festival, al premio Tapes Silver; nel 2016 al Near Nazareth Festival, al Russian International Film Festival, al Los Angeles World International Film Festival, allo Star Doc Fest, al Festival cinematografico internazionale di Mosca.

## Riconoscimenti
- 2014 - Tutti nello stesso piatto International Film Festival
  - Miglior documentario ambientalista
- 2015 - DOC Wine Travel Food
  - Miglior film dell'anno
- 2015 - Toronto World International Film Festival
  - Miglior documentario